# Anna Winlocková
Anna Winlocková (Anna Winlock, 15. září 1857 – 4. ledna 1904) byla americká matematička a astronomka. Od mládí projevovala pozoruhodné matematické schopnosti; sama se učila astronomii a navázala na otcovu kariéru v Observatoři Harvardovy univerzity. Po jeho smrti zde byla zaměstnána jako asistentka, odvedla vynikající práci jako jedna z prvních Harvardských počtářek a proslavila se také výpočtem dráhy asteroidu objeveného v roce 1901.

## Raná léta
Anna Winlocková se narodila 15. září 1857 v Cambridgi (Massachusetts) jako první dítě Josepha Winlocka (1826–1875) a Mary Isabelly Laneové (1832–1912). Joseph Winlock byl matematik a astronom, a dva týdny před svatbou s Isabellou Laneovou 9. prosince 1856 začal pracovat v kanceláři Amerického námořního almanachu v Cambridgi. Joseph a Isabella Winlockovi měli šest dětí: Anna, Louisa (1860–1916), William Crawford (1859–1896), George Lane (1862–1948), Isabella L (1865–1926) a Mary Peyton (1867–1942).
V roce 1866 se Joseph Winlock stal profesorem astronomie na Harvard College a třetím ředitelem Observatoře Harvardovy univerzity. Otec Anny, ačkoli jeho život byl krátký, spojil jméno rodiny nesmazatelně s astronomií a Anna měla jako dítě svůj domov na observatoři. Winlock dceru ve studiu podporoval, Anna mělo možnost otce sledovat při práci v kanceláři a učila se od něj základům matematické astronomie. V srpnu 1869 doprovázela Anna svého otce na výpravě za zatměním Slunce. Výprava opustila Cambridge a vydala se na jihozápad do Kentucky, kde se utábořila. Mladá dívka byla do výpravy zařazena pravděpodobně proto, že cesta vedla přes kraj, kde se narodil její otec. Po cestě otec Winlock seznámil svou dceru s různými bratranci a sestřenicemi a tetami. Nicméně výprava byla hlavně seznámením Anny s ostatními astronomy, příležitostí k přípravě přístrojů a pozorování zatmění.
Anna pokračovala ve studiu na střední škole v Cambridgi, kde prokázala své matematické nadání a také výjimečné schopnosti v řečtině. Studium ukončila v dubnu 1875, ale o dva měsíce později zemřel její otec Joseph. V čele rodiny Winlockových zůstala matka Isabella se šesti dětmi, z nichž nejstarší byla sedmnáctiletá Anna. Bydleli v domě, který patřil observatoři a který bude potřebný pro nového ředitele, až bude jmenován. Dočasným ředitelem byl jmenován astronom Arthur Searle, který v té době bydlel v domě společně s Winlockovými. Observatoř se k rodině Winlockových zachovala vlídně, poskytla jim dostatek času na nalezení nového bydlení a pomohla jim najít vhodný dům v Cambridgi. Následně však již observatoř nemohla rodinu finančně podporovat, a tak se Anna, která neměla žádné vzdělání nad rámec středoškolského, rozhodla požádat, zda by jí observatoř neposkytla práci počtářky. Stala se tak jednou z prvních placených pracovnic observatoře a zůstala v této instituci až do své smrti.

## Observatoř Harvardovy univerzity
Joseph Winlock zanechal Harvardské observatoři svazky nezpracovaných pozorování, desetiletí údajů v nepoužitelném stavu. Prozatímní ředitel Searle neměl kapacity lidské ani finanční data zpracovat. V té době se Anna Winlocková observatoři nabídla, že zanechaná pozorování bude zpracovávat. Přestože se za Winlockova řízení přihlásila na observatoř jedna nebo dvě ženy jako studentské asistentky, žádná z nich přijata nebyla, a teprve v roce 1875 začala observatoř uplatňovat v té době ojedinělé přijímání žen mezi své zaměstnance. V roce 1875 byla jedna ze šesti set kancelářských pracovníků žena a během deseti let měly ženy obsadit každé padesáté kancelářské místo.
Harvard nabídl Winlockové plat dvacet pět centů na hodinu (v roce 2023 to odpovídalo zhruba 7 dolarům za hodinu) za provádění výpočtů. Winlocková shledala podmínky přijatelnými a místo přijala. Spolu s Annou byly v té době jako počtářky zaměstnány také R. T. Rogersová, manželka Williama A. Rogerse, který byl od roku 1870 astronomem na observatoři, a R. G. Saundersová. První ženy, které nastoupily na Harvardskou hvězdárnu v roce 1875, trávily dny prováděním matematických výpočtů pro muže astronomy, kteří pracovali u dalekohledů přes noc. Počtářky přebíraly pozorovací zápisníky astronomů a „redukovaly“ v nich zaznamenané údaje - zprůměrovaly čísla a opravily je o refrakci, paralaxu a chyby vlastní různým přístrojům, aby zaznamenaly polohu objektu na obloze.
Prvních 21 let svého působení na hvězdárně věnovala Winlocková práci spojenou s pozorováními pomocí poledníkového kruhu, který v roce 1870 instaloval její otec Joseph Winlock. Poledníkové kruhy byly po mnoho let nejspolehlivějším zdrojem informací o poloze hvězd v astronomii. Winlocková pracovala s obrovským množstvím údajů, které Rogers získal při pozorování pomocí poledníkového kruhu. Přebírání těchto informací a jejich převádění do hvězdných poloh byl intenzivní proces, který Winlocková zvládla a používala v průběhu její práce.
Hvězdárna v Cambridgi se v té době spojila s několika zahraničními observatořemi v projektu přípravy souhrnného katalogu hvězd severní oblohy od první do deváté magnitudy (tzv. Astronomischer Gesellschaft Katalog) a Winlocková provedla velkou část výpočtů pro cambridgeskou část projektu. Výsledky byly publikovány postupně v letech 1891–1896 a obětavá práce Winlockové na projektu umožnila Harvardu být jednou z prvních spolupracujících observatoří, která publikovala svou část projektu. Anna pracovala ve výpočetní místnosti na observatoři, což byla specializovaná knihovna s řadami knih, které obsahovaly tabulky a vzorce, jež počtářky potřebovaly k provádění svých výpočtů. Během zdlouhavé přípravy katalogu asistentky přicházely a odcházely. Winlocková však zůstala, rozvíjela nemalý potenciál jako matematická astronomka a přebírala stále větší díl odpovědnosti, až ji nakonec astronom Rogers nepovažoval ani tak za asistentku, jako za spolupracovnici a vždy jí připisoval hlavní podíl na základním výzkumu.
Práce na tomto katalogu nebyl zdaleka jediný přínos Winlockové astronomii. Pod jejím vedením byla pro 38. svazek publikace Observatory Annals připravena tabulka poloh proměnných hvězd v hvězdokupách a jejich srovnávacích hvězd. Do povědomí široké odborné veřejnosti se Winlocková dostala díky výpočtům oběžných dráh planetek. Pomohla Williamině Flemingové, vedoucí harvardských počtářek, s její prací na planetce Eros, prvním objeveném blízkozemním objektu. Provedla dlouhou řadu výpočtů dráhy planetky (zobrazené na třech sériích harvardských desek v letech 1893–1896), které vedly k předpovědi její budoucí dráhy a tím podpořila její pozorování při opozici v roce 1903.
Pro planetku 475 Ocllo, objevenou v roce 1901 na jižní stanici Harvardovy univerzity v Arequipě v Peru, Winlocková vypočítala kruhovou dráhu a později pomáhala Dr. Simonu Newcombovi při určování jejích eliptických elementů. Výsledky přinesly zajímavou skutečnost, že ze všech známých planetek se její dráha kolem Slunce nejvíce odchylovala od kružnice. Zařazení ženy-astronomky do sdělení výsledků vyvolalo značnou publicitu po celé zemi, která se zabývala významem přínosu žen pro astronomii v minulosti i současnosti.
Jedním z nejdůležitějších samostatných výzkumů Winlockové bylo vyčerpávající studium hvězd v blízkosti severního a jižního pólu, které byly potřebné pro fotografickou práci observatoře. Tyto práce, publikované v 18. svazku Observatory Annals, představovaly v té době nejúplnější katalog hvězd v blízkosti pólů, jaký byl kdy sestaven. Winlocková pro tuto práci prostudovala pětašedesát raných katalogů a prozkoumala více než sto dalších. Pro hvězdy v blízkosti jižního pólu použila celkem dvaačtyřicet katalogů, z nichž některé pocházejí z roku 1750.
Mnohé z jejích dalších prací nebo prací provedených pod jejím vedením se objevují ve svazcích 37. a 38. Observatory Annals. Těsně před svou náhlou smrtí, 3. ledna 1904, po osmadvaceti letech práce na observatoři, připravovala doplňkový katalog hvězd v blízkosti jižního pólu, vyfotografovaných na deskách Arequipy, a dohlížela na redukci některých dřívějších Rogersových výzkumů poloh hvězd. Svým vlastním vědeckým vývojem a trvalým přínosem pro hvězdný program observatoře přesvědčivě ukázala, že astronomie by měla využít dosud nevyužitých schopností žen.
Sestra Anny Winlockové, Louisa Winlocková, pracovala na Harvardské observatoři 29 let, od roku 1886 do roku 1915. Pomáhala své sestře Anně a Williamině Flemingové s numerickými výpočty.
Winlocková pracovala na observatoři až do 17. prosince 1903. Vánoce strávené doma neznamenaly, že by přestala pracovat, ve výpočtech a poznámkách pokračovala až do Nového roku 1904. Její smrt o tři dny později ve věku 46 let ve svém domě na Langdon Street 59 byla naprosto nečekaná. V jejím úmrtním listu je jako příčina smrti uvedeno autoimunitní onemocnění související se štítnou žlázou, doprovázené zánětem srdečního svalu. Po své smrti byla pohřbena na rodinném pozemku Winlockových na hřbitově Mount Auburn v Cambridgi.
Anna Winlocková, matematická astronomka-samouk, „přesvědčivě ukázala, že astronomie by udělala dobře, kdyby využila dosud nevyužívané dovednosti žen“. Ačkoli nepřispěla žádnými rozsáhlými zobecněními, byla zdatnou počtářkou a pozorovatelkou, která dokázala hrubé údaje zredukovat do použitelné podoby. Její katalogy doplnily soubor astronomických informací.